# 山国兵部
山国 兵部（やまぐに ひょうぶ）は、幕末期の水戸藩士、志士。兵部は通称で、名は共昌。徳川斉昭に仕えて国事に奔走したが、晩年天狗党の乱に中途より加わり、その幹部として処刑された。

## 生涯
水戸藩士・山国共綿の長男として生まれる。弟に後に天狗党の幹部となった田丸稲之衛門がいる。文化6年（1809年）山国家の家督を継承し、馬廻組に編入。大番組を経て、文政6年（1823年）小納戸兼軍用掛となる。天保元年（1830年）徳川斉昭に認められて目付となり、水戸藩の軍制改革に関わる。天保9年（1838年）に一時閉門処分を受けるが間もなく復帰し、天保11年（1840年）には軍用掛に再任した。弘化3年（1846年）斉昭が幕府より謹慎を命じられ、自らも蟄居となった。嘉永2年（1849年）赦免され、嘉永6年（1853年）斉昭が海防参与として幕政に加わると、再び軍用掛として江戸定府を命ぜられる。以後、幕府に海防策を建言して内外からの名声を得たが、安政5年（1858年）戊午の密勅に関わったため蟄居。斉昭死後の文久2年（1862年）目付に復帰し、文久3年（1863年）藩主徳川慶篤の上洛に従う。
元治元年（1864年）天狗党の乱では太平山に駐屯する天狗党鎮撫を命じられるも成らず、かえって罪を問われて幽閉された。しかし水戸慶篤の名代として出陣した宍戸藩主松平頼徳が水戸城の反天狗党（諸生党）の反発を受けるや、幽居を出て頼徳の指揮下に入る（大発勢）。頼徳が幕命で自刃した後は武田耕雲斎ら天狗党に加わり、朝廷へ直訴のため上洛を計画。大軍師に就任し、天狗党の追討を試みた高崎藩兵、高島藩兵、松本藩兵をしりぞけながら西上するも、越前国敦賀で捕らえられ、慶応元年（1865年）2月に武田や藤田小四郎、弟の稲之衛門らとともに斬首となった。辞世の句は「ゆく先は冥土の鬼と一と勝負」。